# Brumalien
Brumalien (abgeleitet von latein bruma Wintersonnenwende) waren in der Antike zu Ehren des Dionysos bzw. des Bacchus gefeierte Festtage. 
Im römischen Festkalender begannen die von Romulus eingesetzten Brumalien am 24. November und dauerten bis zum 25. Dezember.
Die Feier der Brumalien und das entsprechende Brauchtum wurden 692 durch die Trullanische Synode verboten (Kanon 62).